# Rodovia Dacar–Lagos
A Rodovia Transafricana 7 (TAH 7), também conhecida como Rodovia Dacar–Lagos e Rodovia Costeira da África Ocidental, é uma rodovia transnacional que faz parte da Rede Rodoviária Transafricana, sob responsabilidade da Comissão Econômica das Nações Unidas para a África, do Banco Africano de Desenvolvimento, da União Africana, da Comunidade Económica dos Estados da África Ocidental e dos Estados nacionais atravessados.
De eixo básico oeste-leste, a rodovia tem um comprimento de 4.560 km, atravessando Senegal, Gâmbia, Guiné-Bissau, Guiné, Serra Leoa, Libéria, Costa do Marfim, Gana, Togo, Benim e Nigéria, atravessando áreas conflituosas, como é o caso da Casamança e da Togolândia Ocidental.
Com notável exceção da Nigéria a rodovia corta todas as capitais dos países atravessados – considerando-se que Cotonou é a sede de governo do Benim –, isto é, Dacar (Senegal), Banjul (Gâmbia), Bissau (Guiné-Bissau), Conacri (Guiné), Freetown (Serra Leoa), Monrovia (Libéria), Iamussucro e Abijão (Costa do Marfim), Acra (Gana), Lomé (Togo) e Cotonou (Benim). Ainda passa a cerca de 10 km de Porto Novo (a capital constitucional do Benim), numa cidade do arco metropolitano capitalino chamada Sèmè-Kpodji.
Na Guiné-Bissau, segundo a Direcção Nacional de Estradas e Pontes, a rodovia recebe o nome de Estrada Nacional nº 2 (N2), ligando o posto de fronteira de Gandembel, no sector de Quebo (fronteira Guiné-Guiné-Bissau), ao posto de fronteira de Jegue, no sector de São Domingos (fronteira Guiné-Bissau-Senegal). O grande estuário do rio Geba, entre a vila de Enxudé (sector de Tite) e a cidade de Bissau, descontinua a rodovia, havendo necessidade de serviços de balsa para a transposição. Entre Bissau e Safim a rodovia recebe o nome de Avenida dos Combatentes da Liberdade da Pátria.